# Tramway de Jaén
Le tramway de Jaén (en espagnol : Tranvía de Jaén) est un système de transport collectif en site propre de type tramway desservant la ville de Jaén, en Andalousie.
Il comprend une ligne unique. Sur un tracé de 4,7 km et 10 stations, elle dessert plusieurs équipements majeurs et est en correspondance avec les trains régionaux.
Le projet d'une ligne de tramway est évoqué pendant la campagne des élections municipales de 2007. En 2008, la municipalité et le gouvernement andalou s'entendent sur les conditions financières pour la réaliser. Les travaux commencent en 2009 et se terminent deux ans plus tard.
Alors que les essais du matériel et de l'infrastructure sont en cours, ils sont suspendus en 2011 sur décision judiciaire, à la demande du gestionnaire du réseau de bus. Après l'alternance politique des élections de 2011, les nouvelles autorités municipales refusent d'assumer le réseau, qui n'est pas mis en service commercial.
Après sept ans de blocage, une entente sur le financement de l'exploitation du réseau entre l'exécutif andalou et la municipalité est conclue en 2018 et ratifiée en 2021. En conséquence, un certain nombre de marchés publics sont passés pour engager la rénovation et la remise en service du réseau.

## Historique

### Construction et suspension

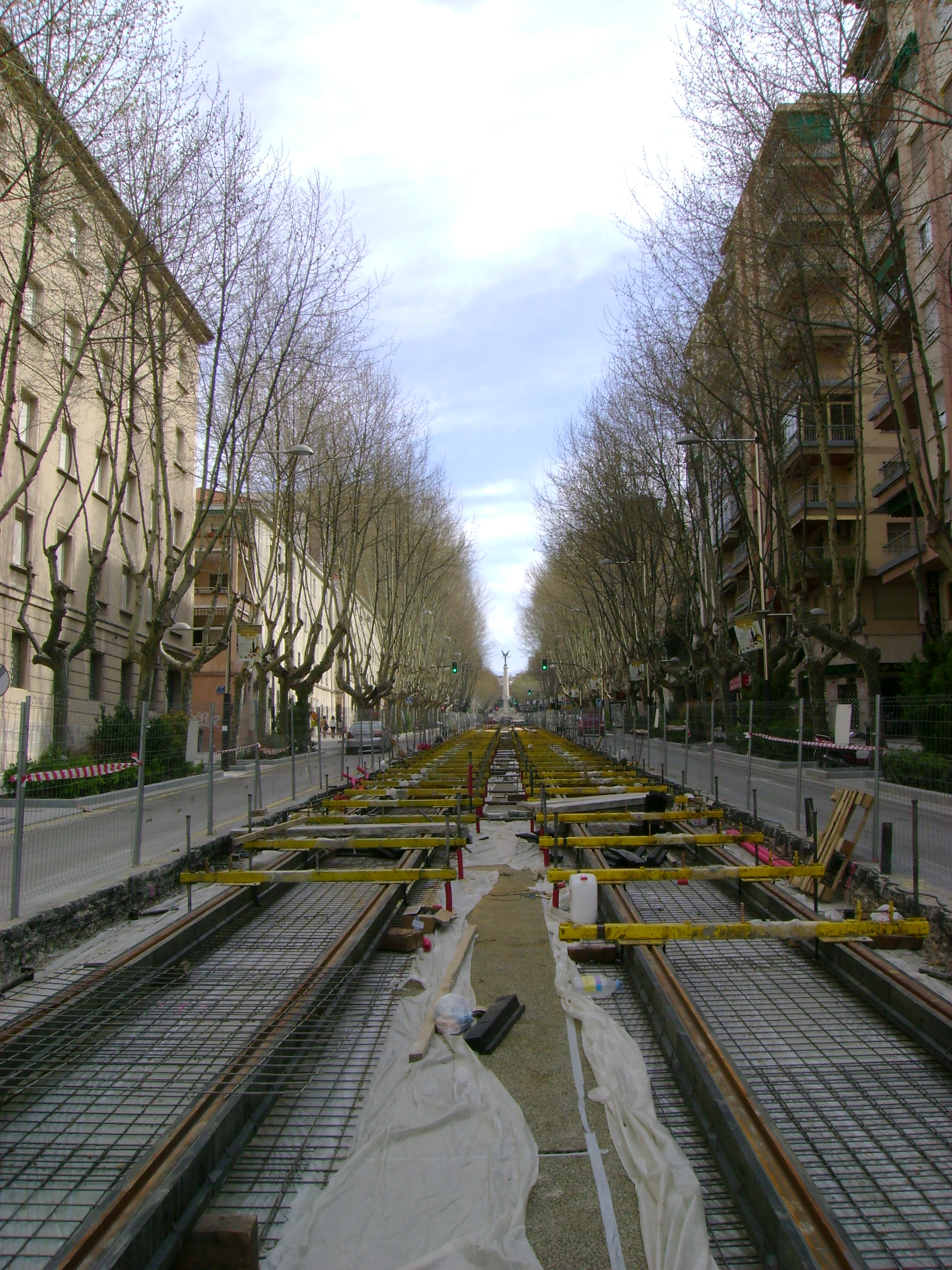
Les travaux du tramway commencent en 2009.

La construction d'une ligne de tramway à Jaén résulte d'une promesse électorale de Carmen Peñalver, tête de liste du Parti socialiste aux élections municipales de 2007. Après son accession à la mairie, elle signe en 2008 une convention financière avec la Junte d'Andalousie : la Ville paie les cinq rames, leur maintenance les installations et leur exploitation, tandis que les autorités régionales financent la construction des infrastructures. Les travaux sont engagés le 14 avril 2009 pour un coût estimé à 76,1 millions € et une durée de vingt mois, en présence du vice-président du gouvernement andalou Gaspar Zarrías.
Après avoir acheté les rames en 2010, l'administration andalouse cède en 2011 le réseau ferré et les stations à la collectivité municipale. Les essais ouverts aux voyageurs commencent le 3 mai 2011, mais ils sont suspendus au bout de deux semaines après qu'un juge a admis le recours de l'entreprise concessionnaire du service des bus contre la gratuité des voyages en tramway,. Les élections municipales de la fin du mois sont remportées par le Parti populaire, qui avait mené campagne contre le tramway, et le service n'est pas réactivé. En 2013, le maire José Enrique Fernández de Moya, qui a échoué à neuf reprises à déléguer la gestion du tram au privé, retire la signature de la municipalité de l'accord de 2008 et remet symboliquement les clés du réseau à l'autorité régionale,,. Le coût total des travaux est alors estimé à 107 millions €, auxquels s'ajoutent les frais de maintenance.
Dans un rapport publié en 2017 après trois ans d'études, le Tribunal des comptes reproche à la Junte d'Andalousie et à la Ville de Jaén un défaut de planification dans le développement du tramway. Il note ainsi qu'aucune des deux autorités n'a réalisé d'études préalables concernant la viabilité économique du réseau, son impact sur les finances publiques et envisageant la possible implantation de modes de transport alternatifs.

### Projet de réactivation

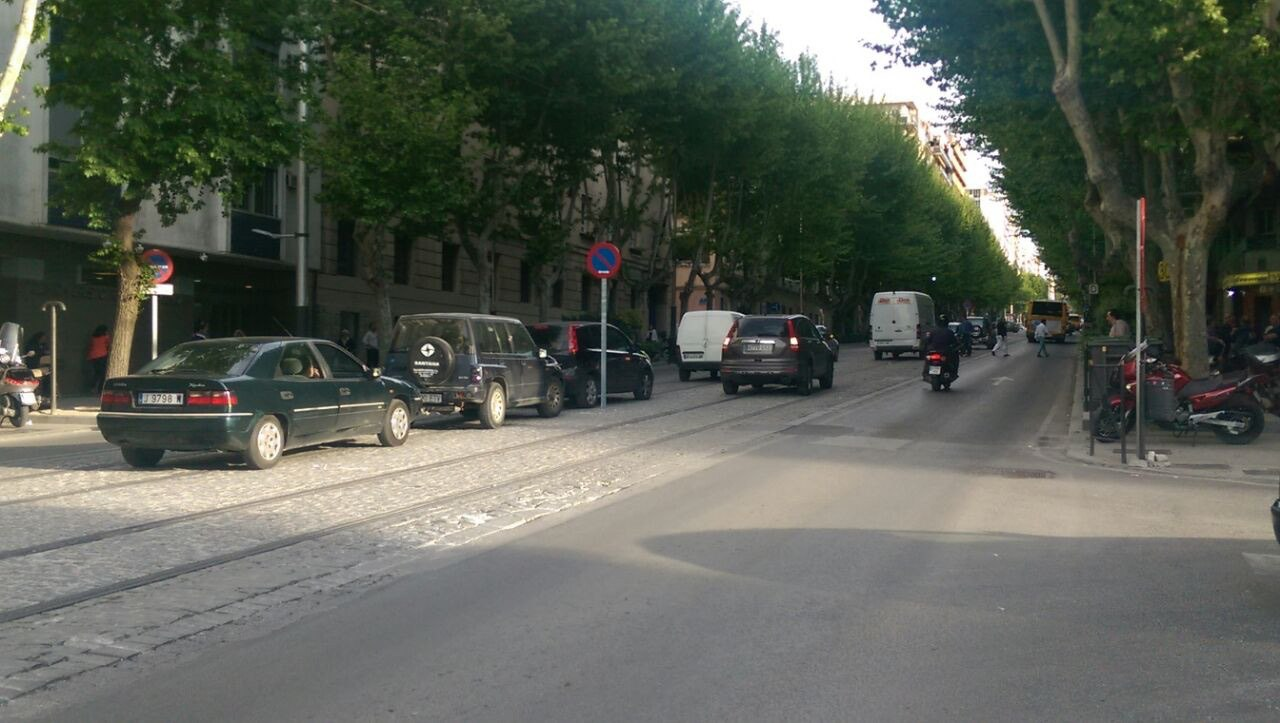
Faute d'exploitation, la voie ferrée sert de parking sauvage.

Le 11 mai 2018, le département de l'Équipement de la Junte et la mairie de Jaén concluent un accord sur la répartition des coûts d'exploitation, partagés entre le gouvernement régional à 75 % et la municipalité à 25 %. Le conseil de gouvernement adopte un mois plus tard, sur demande de la mairie, la « déclaration d'intérêt métropolitain », qui permet de transférer la gestion du service des transports aux autorités régionales et qui se justifie par la desserte d'équipements de rayonnement supramunicipal comme l'hôpital ou l'université. Une seconde convention, concernant l'amortissement de la dette de 6,5 millions € due par la mairie à l'exécutif régional au titre des travaux de génie civil et de l'achat des rames, est conclue entre les deux collectivités le 3 septembre 2020.
La convention définitive de coopération entre le gouvernement andalou et la municipalité est officiellement remise par les autorités régionales à celles de la ville le 3 février 2021, mais sans la résiliation du premier accord de financement, signé en 2008. La convention est ratifiée par le conseil municipal le 30 avril sans qu'elle puisse être signée en raison de l'absence de résolution du contrat de 2008, la ville ayant précédemment approuvé une modification de son budget afin de débloquer une somme de 432 000 € correspondant à son apport dans les coûts d'exploitation. Ayant signé le 23 juin l'abrogation de la convention financière de 2008, la conseillère à l'Équipement d'Andalousie Marifrán Carazo et le maire de Jaén Julio Millán paraphent six jours plus tard le nouveau contrat de financement, qui entre aussitôt en vigueur et permet d'engager les différents appels d'offres nécessaires à la remise en service du tramway.
Le gouvernement andalou indique le 15 décembre 2021 qu'elle a reçu 4,5 millions € du plan de relance européen pour la remise en état du tramway de Jaén, permettant d'en assurer le financement alors que la communauté autonome se trouve sans loi de finances pour l'année 2022. Après que le maire de la ville s'est plaint, au début du mois de septembre 2022, que plus rien n'avançait, la conseillère de gouvernement andalouse annonce que son département exécutif est prêt à lancer l'ensemble des appels d'offres manquants, nécessaires à la mise en marche du réseau. Un mois plus tard, elle indique que le réseau ne sera pas réactivé en 2023, puisque cette année correspond au lancement des appels d'offres et à l'attribution des marchés publics nécessaires à sa remise en état.
À l'occasion d'une réunion du conseil de gouvernement le 24 janvier 2023, le département de l'Équipement révèle qu'il a remis en état les installations du garage-atelier, qui bénéficie à nouveau d'un contrat de fourniture d'électricité, et qu'il a commencé les premiers tests sur les cinq rames Alstom. Il précise que les appels d'offres pour la réparation et la sécurisation de l'ensemble de l'infrastructure seront lancés le mois suivant. Dans sa conférence de presse, le président de la Junte, Juanma Moreno, dit souhaiter que le tramway roule de nouveau en 2024. Cinq semaines plus tard, la commission de coordination entre le gouvernement andalou et la municipalité de Jaén donne son feu vert au lancement de l'appel d'offres du dernier marché public pour la relance du réseau, concernant la mise au point de l'infrastructure, ce qui recouvre les installations électriques, les systèmes de communication, de radio et d'information voyageurs, la billettique ou encore la signalisation. Le gouvernement andalou attribue à plusieurs consortiums les différents lots de ce marché, pour une valeur de près de 4 millions €, le 15 juillet suivant.
La remise en état du pavage des voies à partir d'octobre 2023 est l'occasion pour l'exécutif andalou d'annoncer un nouvel objectif de remise en service, au premier semestre de l'année 2025. Le 27 novembre 2024, les rames sortent du garage-atelier pour des tests préliminaires de circulation, marquant le retour du tramway sur ses voies 13 ans après la mise à l'arrêt du réseau. Le 20 mars 2025, le groupement momentané d'entreprise entre Ingerop et Ardanuy Ingeniería remporte le marché public de la pré-exploitation du tramway, qui sera divisée entre une phase de marche à blanc et de formation des personnels, et une phase de supervision des six premiers mois de service commercial.

## Réseau

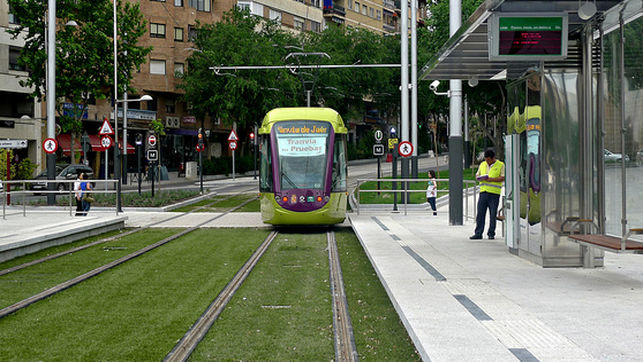
Une rame Alstom Citadis 302 en circulation en mai 2011.

### Stations
|  |   |  | Station               | Communes |
|  | - |  | --------------------- | -------- |
|  | ■ |  | Vaciacostales         | Jaén     |
|  | o |  | Los Olivares          | Jaén     |
|  | o |  | Ciudad Sanitaria      | Jaén     |
|  | o |  | Campus Las Lagunillas | Jaén     |
|  | o |  | Ciudad de la Justicia | Jaén     |
|  | o |  | Donantes de Sangre    | Jaén     |
|  | o |  | Gare de Jaén          | Jaén     |
|  | o |  | Los Perfumes          | Jaén     |
|  | o |  | Las Batallas          | Jaén     |
|  | ■ |  | Paseo de la Estación  | Jaén     |

## Matériel roulant
Le réseau utilise cinq rames Citadis 302 d'Alstom qui circulent à une vitesse moyenne de 20 km/h. Ces trains offrent un plancher surbaissé intégral pour l'accessibilité aux personnes handicapées, une plateforme pour vélos et peuvent recevoir 182 passagers. Le garage-atelier est situé dans le secteur de Vaciacostales, au nord de la ligne, et accueille également le poste de commande centralisé du réseau.